# Liste der Monuments historiques in Thionville
Die Liste der Monuments historiques in Thionville führt die Monuments historiques in der französischen Stadt Thionville auf.

## Liste der Bauwerke
| Bezeichnung           | Beschreibung                                                                    | Standort                              | Kennzeichnung | Schutzstatus | Datum | Bild           |
| --------------------- | ------------------------------------------------------------------------------- | ------------------------------------- | ------------- | ------------ | ----- | -------------- |
| Château du Hof        | aus der zweiten Hälfte des 18. Jahrhunderts                                     | Guentrange, 2 rue Saint-Urbain (Lage) | PA00107077    | Inscrit      | 1992  | weitere Bilder |
| Porte de Sarrelouis   | monumentales Stadttor, 1746 von Louis de Cormontaigne erbaut                    | Boulevard Robert-Schuman (Lage)       | PA00107014    | Classé       | 1984  | weitere Bilder |
| Tour aux Puces        | im 11. oder 12. Jahrhundert erbaut                                              | Cour du Château (Lage)                | PA00107018    | Inscrit      | 1932  | weitere Bilder |
| Château de Volkrange  | ab dem 13. Jahrhundert                                                          | Volkrange, rue du Donjon (Lage)       | PA00107012    | Inscrit      | 1984  |                |
| Pont-écluse Sud       | Schleusenbrücke zur Sicherung des Fort de Yutz, bezeichnet 1752                 | Rue des Écluses (Lage)                | PA00107017    | Classé       | 1984  | weitere Bilder |
| Hôtel de Ville        | ehemaliges Klarissenkloster, zwischen 1635 und 1665                             | 1 rue du Pont (Lage)                  | PA00107059    | Inscrit      | 1991  | weitere Bilder |
| Hôtel d’Eltz          | bezeichnet 1551                                                                 | 10, 12 place du Château (Lage)        | PA00107015    | Inscrit      | 1980  | weitere Bilder |
| Hôtel de Raville      | aus der ersten Hälfte des 16. Jahrhunderts, mit älteren Bauteilen               | 7, 9, 11 cour du Château (Lage)       | PA00107016    | Inscrit      | 1980  | weitere Bilder |
| Autel de la Patrie    | 1796 errichtet                                                                  | Place Claude-Arnould (Lage)           | PA00107039    | Classé       | 1995  | weitere Bilder |
| Kirche St-Maximin     | um 1760                                                                         | Place de l’Eglise (Lage)              | PA00107013    | Classé       | 1984  | weitere Bilder |
| Belfried              | in der ersten Hälfte des 16. Jahrhunderts erbaut, Obergeschoss 1699 ungestaltet | 1 place du Marché (Lage)              | PA00107010    | Inscrit      | 1980  | weitere Bilder |
| Château de Thionville | aus dem 15. Jahrhundert                                                         | Cour du Château (Lage)                | PA00107011    | Inscrit      | 1980  | weitere Bilder |

## Liste der Objekte
| Bezeichnung                              | Beschreibung | Standort                           | Kennzeichnung | Schutzstatus   | Datum | Bild |
| ---------------------------------------- | --- | ---------------------------------- | ------------- | -------------- | ----- | ---- |
| Skulptur Christus in der Rast            | Kalkstein, farbig gefasst, Anfang des 16. Jahrhunderts                                                                | Volkrange, auf dem Friedhof (Lage) | PM57000443    | Classé         | 1990  |      |
| Orgel                                    | Haupteintrag für PM57000368                                                                                           | in der Kirche St-Maximin (Lage)    | PM57000757    | Classé         | 1974  |      |
| Orgelprospekt                            | um 1730 gebaut; aus der Kirche St-Clément in Metz, 1792 nach Thionville verkauft                                      | in der Kirche St-Maximin (Lage)    | PM57000368    | Classé         | 1974  |      |
| Gemälde Die Madonna umgeben von Heiligen | Ölfarbe auf Leinwand, zweite Hälfte des 18. Jahrhunderts                                                              | in der Kirche St-Maximin (Lage)    | PM57000373    | Classé         | 1983  |      |
| Gemälde Kreuzabnahme                     | Ölfarbe auf Leinwand, 19. Jahrhundert, nach Peter Paul Rubens                                                         | in der Kirche St-Maximin (Lage)    | PM57000829    | Inscrit        | 1984  |      |
| Zwei Skulpturen: Petrus und Paulus       | Holz, farbig gefasst, 18. Jahrhundert                                                                                 | in der Kirche St-Maximin (Lage)    | PM57000369    | Classé         | 1975  |      |
| Gemälde Christi Tod am Kreuz             | Ölfarbe auf Leinwand, zweite Hälfte des 18. Jahrhunderts                                                              | in der Kirche St-Maximin (Lage)    | PM57000374    | Classé         | 1983  |      |
| Gemälde Auferstehung                     | Ölfarbe auf Leinwand, zweite Hälfte des 18. Jahrhunderts                                                              | in der Kirche St-Maximin (Lage)    | PM57000376    | Classé         | 1983  |      |
| Gemälde Taufe Christi                    | Ölfarbe auf Leinwand, 17. Jahrhundert                                                                                 | in der Kirche St-Maximin (Lage)    | PM57000372    | Classé         | 1983  |      |
| Skulptur Christus in der Rast            | Kalkstein, farbig gefasst,16. Jahrhundert                                                                             | Œutrange, auf dem Friedhof (Lage)  | PM57000442    | Classé         | 1990  |      |
| Toramantel                               | Seide, Metallfaden, 1727/28                                                                                           | in der Synagoge (Lage)             | PM57001149    | Inscrit        | 2019  |      |
| Hauptaltar                               | Altartisch mit Altaraufbau und Tabernakel, Retabel und Baldachin; Marmor, Holz, farbig gefasst und vergoldet, 1742/43 | in der Kirche St-Maximin (Lage)    | PM57000370    | Classé         | 1975  |      |
| Gemälde Abendmahl                        | Ölfarbe auf Leinwand, wohl zweite Hälfte des 17. Jahrhunderts                                                         | in der Kirche St-Maximin (Lage)    | PM57000371    | Classé Inscrit | 1983  |      |
| Gemälde Mariä Verkündigung               | Ölfarbe auf Leinwand, zweite Hälfte des 18. Jahrhunderts                                                              | in der Kirche St-Maximin (Lage)    | PM57000375    | Classé         | 1983  |      |